# Christine-Koch-Gesellschaft

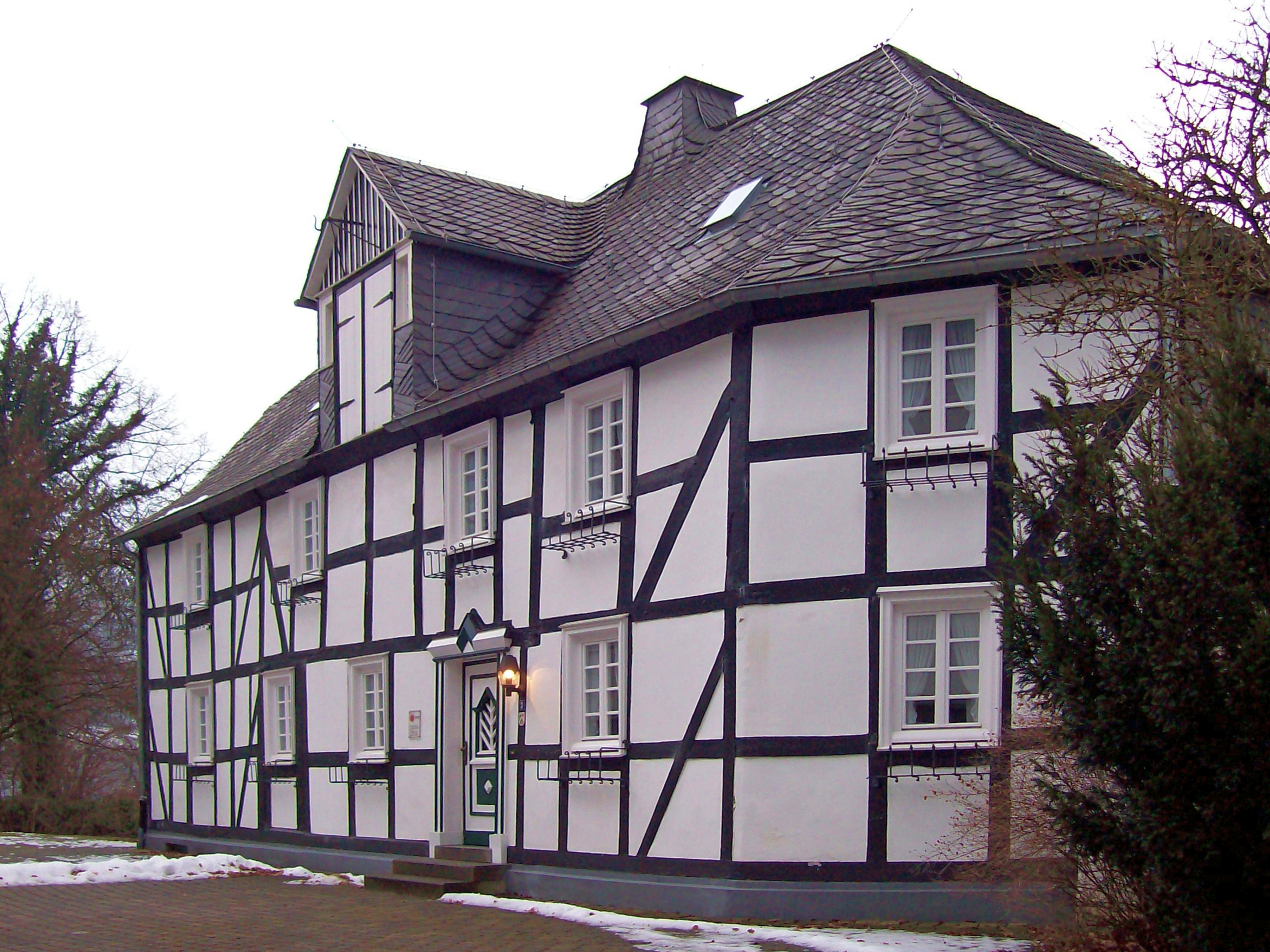
Die Bibliothek der Gesellschaft ist, wie das Stadtarchiv Schmallenberg, im denkmalgeschützten „Schmalen Haus“ untergebracht.

Die Christine-Koch-Gesellschaft war der größte Literaturverein in Nordrhein-Westfalen. Er benannte sich zwar nach der Literatin Christine Koch, deckte aber inhaltlich das ganze Spektrum der Literatur ab. Die Arbeit des Vereins wird in einer Arbeitsgruppe des Sauerländer Heimatbundes fortgeführt.

## Entwicklung
Der Verein wurde 1993 als Gesellschaft zur Förderung der Literatur im Sauerland in Schmallenberg gegründet. Der Sitz der Gesellschaft befindet sich seitdem in Schmallenberg, wo Jahre zuvor auch das zweite Westfälische Dichtertreffen stattfand. Zu den Gründungsmitgliedern gehörten unter anderem der Gründungsvorsitzende Dietmar Rost, der Literaturwissenschaftler Wilhelm Gössmann, die Autoren Norbert Klaus Fuchs, Carola Matthiesen und Paul Tigges, der Arzt und Schriftsteller Michael Soeder sowie der Schmallenberger Bürgermeister Bernhard Halbe.
In der Gründungszeit war die Gesellschaft eng mit dem Museum in Holthausen verbunden. Eine gewisse Konkurrenz bestand zum Esloher Maschinen- und Heimatmuseum und dem mit diesem verbundenen, seit 1987 aufgebauten Christine-Koch-Archiv. Beide Seiten arbeiteten parallel an der Neuherausgabe der Werke von Christine Koch. Während die Holthauser Ausgabe eher auf ein größeres Publikum setzte und nur die wichtigsten niederdeutschen Gedichte Kochs zusammenführen wollte, zielte die Esloher Ausgabe auf eine breit angelegte Werkedition. Mittlerweile haben beide Einrichtungen auch durch personelle Verflechtungen zur Zusammenarbeit und Arbeitsteilung gefunden.

## Tätigkeiten
Schwerpunktmäßig beschäftigte sich die Christine-Koch-Gesellschaft mit der Aufrechterhaltung der romantischen und klassischen Lyrik, mit Vormärz und Aufklärung sowie regionaler Literatur und Mundart. Außerdem unterhielt sie westfalenweit Workshops für Jugendliche zur Förderung junger Literatur. Abgehalten wurden Events und Lesungen in Kirchen, Synagogen, Schlössern und auf Schiffen. Die Gesellschaft unterhielt zudem in Schmallenberg ein Sauerländer Literaturarchiv mit rund 2000 Periodika und Büchern. Außerdem gab es eine enge Zusammenarbeit mit der Literarischen Gesellschaft Arnsberg.
Seit 1994 gab die Stiftung 20 Anthologien, die Texte von über 150 Autoren der Gegenwart enthalten, heraus. Periodisch erschien die Zeitschrift Der Edelrabe. Der Verein hatte in Nordrhein-Westfalen knapp 300 Mitglieder.

## Werke und Herausgaben

### Anthologien (Die kleine Reihe)
- Jubiläumsband Heimat irrlichtert innen und nirgends sonst., Brilon 2014
- Cédric Müller (Hrsg.): Poesie am Rothaarsteig, WOLL-Verlag Schmallenberg 2013
- Band 18: Land(an)sichten, Podszun Verlag GmbH, Brilon, 2011
- Band 17: Spotkania – Begegnungen, Podszun Verlag GmbH, Brilon, 2010
- Band 16: Weihnachten vor Augen, Podszun Verlag GmbH, Brilon, 2009
- Band 15: Ankommen, Podszun Verlag GmbH, Brilon, 2008
- Band 14: Wind-Wurf, Podszun Verlag GmbH, Brilon, 2007
- Band 13: Zeitzeichen, Podszun Verlag GmbH, Brilon, 2006
- Band 12: Gemischte Gefühle, Podszun Verlag GmbH, Brilon, 2005
- Band 11: Liebeserklärungen, Podszun Verlag GmbH, Brilon, 2004
- Band 10: ÜberGrenzen, Podszun Verlag GmbH, Brilon, 2003
- Band 9: Konturen, Grobbel Druck und Verlag, Schmallenberg-Bad Fredeburg, 2002
- Band 8: Dietmar Rost: Rote Blumenkatzen, Schlabach Verlag GmbH, Bad Berleburg, 2001
- Band 7: lut’m Siuerlanne, wat de Luie denket, wat se wellt un wat se maket., Grobbel Druck und Verlag, Schmallenberg-Bad Fredeburg, 2000
- Band 6: Auf den Spuren der Zeit, Grobbel Druck und Verlag, Schmallenberg-Bad Fredeburg, 1999
- Band 5: Visiten, Grobbel Druck und Verlag, Schmallenberg-Bad Fredeburg, 1998
- Band 4: Heimliches Bangen, Grobbel Druck und Verlag, Schmallenberg-Bad Fredeburg, 1997
- Band 3: Engel sind immer woanders, Grobbel Druck und Verlag, Schmallenberg-Bad Fredeburg, 1996
- Band 2: In den Wind geschrieben, Grobbel Druck und Verlag, Schmallenberg-Bad Fredeburg, 1995
- Band 1: Wohnrecht einer Landschaft, Grobbel Druck und Verlag, Schmallenberg-Bad Fredeburg, 1994